# فلاووکاوائین ای
فلاووکاوائین ای (به انگلیسی: Flavokavain A) یک ترکیب شیمیایی با شناسه پاب‌کم ۵۳۵۵۴۶۹ است. 